# HK Trnava
Le HK Trnava est un club de hockey sur glace de Trnava en Slovaquie. Il évolue dans la 1.liga, le second échelon slovaque.

## Historique
Le club est créé en 1957.

## Palmarès
Aucun titre.